# Білоруський ПЕН-центр
Білоруський ПЕН — білоруський національний центр ПЕН-клубу.

## Історія
Заснований в 1989 році. Зареєстровано Міністерством юстиції Республіки Білорусь 16 листопада місяця 1990 року підставі Положення та постанови Ради Міністрів УРСР № 274 від 1 листопада 1990 року і перереєстровано 31 жовтня 1999 року. Прийнято в міжнародну правозахисну неурядову організацію «ПЕН-клуб» в травні 1990 року на Всесвітньому конгресі. Члени Білоруського ПЕН у поділяють принципи і цінності Хартії ПЕН-клубу, принципи діяльності правозахисників Білорусі. Білоруський ПЕН є співзасновником Білоруського будинку прав людини в Вільнюсі.
З 1996 року Білоруський ПЕН є членом Комітету письменників в тюрмах ПЕН-клубу, створеного в 1960 році Асамблеєю делегатів ПЕН-клубу.
Білоруський ПЕН також бере участь в роботі Комітету ПЕН-клубу з художнього перекладу і лінгвістичного праву, в першу чергу в рамках програми Загальної декларації мовних прав.
9 серпня 2021 року білоруський ПЕН було ліквідовано за рішенням Верховного суду країни, який задовольнив позов Міністерства юстиції. Перший заступник голови центру Тетяна Нядбай заявила, що вважає це рішення «нагородою та визнанням нашої діяльності» і додала, що організація продовжить роботу.

## Літературні премії
Премія «Книга року»
Письменники і перекладачі самі вибирають кращу білоруську книгу за допомогою онлайн-голосування. Переможцем стає одна книга, написана білоруською або російською мовою в жанрах художня проза, документальна проза, поезія або есеїстика .
Премія Тітки
Приз за кращу білоруськомовну книгу для дітей і підлітків. Нагороджений в двох номінаціях: кращий літературний твір і краще художнє оформлення. Співзасновник — Союз білоруських письменників. Премію підтримує Місцевий благодійний фонд «Повернення».
Премія Гедройца
Найбільша незалежна літературна премія в галузі художньої та документальної прози на білоруській мові. Вручається з 2012 року. Премія організована Білоруським ПЕН ом і Союзом білоруських письменників за підтримки Польського інституту в Мінську. У 2019, серед інших, спонсорами премії виступили адвокатське бюро «Боровцем і Салей», ПП «Террасофт» і Світлана Алексієвич.
Премія «Дебют» імені Максима Богдановича
Вручається за кращу дебютну книгу, написану на білоруській мові або перекладену на нього автором або перекладачем у віці до 35 років. Присуджується за твори в жанрах поезія, проза, художній переклад. Співзасновник — Союз білоруських письменників. Премію підтримує Місцевий благодійний фонд «Повернення».
Премія імені Наталії Арсеньєвої
Вручається з 2017 року за кращу збірку віршів білоруською мовою. Співорганізаторами виступають Білоруський ПЕН , Союз білоруських письменників і Асоціація білорусів світу «Бацькаўшчина». Партнерами премії є Фонд культури і освіти Орса-Романо і Благодійний фонд Асоціації білорусів Великої Британії.
Премія імені Карлоса Шермана
Вручається з 2016 року за кращий переклад художньої книги на білоруську мову. Співзасновниками премії є Білоруський ПЕН , Союз білоруських письменників і Місцевий благодійний фонд «Повернення».
Премія імені Михайла Анемпадістова
Вручається з 2019 роки за кращу книжкову обкладинку для білоруської книги. Співзасновниками та партнерами є Білоруський ПЕН , Білоруський союз дизайнерів, Летючий університет, H & L Group, Фонд «Відкрита культура» і телеканал «Белсат».
Премія Алеся Адамовича
Заснована в 1995 році на честь одного із засновників білоруського ПЕН-клубу Алеся Адамовича. Вручається за кращу журналістську роботу з актуальних питань. У деяких випадках премія присуджується за значні для білоруської культури ініціативи, явища або події.
Премія Франтішка Богушевича
Вручається з 1994 року за видатну історичну прозу авторам книг, що сприяє пробудженню самосвідомості і національної незалежності читачів. У деяких випадках премією відзначаються значущі для білоруської культури ініціативи, явища або події.
Премія Франтішка Олехновича
Заснована спільно з «Радіо Свобода» в 2013 році, вона присуджується за кращий твір на білоруською та російською мовами будь-якого жанру, написаний в ув'язненні. До розгляду приймаються статті та рукописи. Щорічно не присуджується.

## Президенти
- Ригор Бородулін (1990—1999)
- Василь Биков (1999—2003)
- Лявон Барщевський[pl] (2003—2005)
- Володимир Некляєв (2005—2008)
- Андрій Хаданович (2008—2017)
- Тетяна Нядбай (2017 — 26 жовтень 2019)
- Світлана Алексієвич (з 26 жовтня 2019)